# Секундото Палеолог
Секондото Палеолог (такође Ото или Отон; умро 16. децембра 1378. године) био је маркгроф Монферата од 1372. године, до његове смрти, трећи маркиз Монферата из династије Палеолог-Монферат. Његово име Секундото можда потиче од тога што је био други Ото који је самостално владао Монфератом, иако би он заиста био Отон III. Вероватније потиче од Светог Секунда (Сан Секундо на италијанском), заштитника Астија, који је његов отац третирао као престоницу маркизата. Отон је можда у част Отона, војводе од Брунсвик-Грубенхагена, блиског савезника његовог оца.
Рођен је око 1360. године као први син маркиза Јована II и Изабеле од Мајорке. У децембру 1361. године, као део мировног споразума између маркиза Јована II и војводе Галеаца II Висконтија, савладара Милана, он је верен за његову четворогодишњу ћерку Марију. Град Асти, за који је војвода Галеацо II такође имао планове, требало је да се рачуна као део Маријиног мираза, а Монферату би било дозвољено да задржи контролу над њим. Мир је, међутим, био кратког века, пошто је Марија умрла у мају следеће године.
Наследио је оца као дете од око 12 година, а првобитно је владао под намесништвом свог тече Отона, војводе од Брунсвик-Грубенхагена, и грофа Амадеа VI од Савоје. Тестаментом његовог оца било је предвиђено да остане под старатељством свог ујака до 25. године; међутим, маркиз Отон III је отишао у Напуљ 1376. године, да би се оженио краљицом Јованом I.
Слаб и неспособан, маркгроф Секундото није могао да изнесе тежину власти која је прешла на његова рамена у одсуству његовог тече. Маркиз Секундото је стога одлучио да се ожени Виолантом (2. августа 1377. године), ћерком војводе Галеаца II Висконтија и удовицом Лајонела од Антверпена, 1. војводе од Кларенса, и потврди савез са том породицом против династије Савоја, владара Пијемонта и Ахаје.
Када је војвода Отон од Брунсвика напао и заузео Асти, маркиз Секондото је позвао у помоћ свог таста, који је са огромном снагом поново заузео Асти и задржао га под контролом Милана. Маркиз Секундото је у том тренутку схватио опасност од свог миланског савеза, али је тада већ било касно. Сакупио је силу и повео је против миланских трупа и био је поражен. Вероватно из страха, повукао се у непознато. Умро је у Лангирану у околини Парме у нејасним околностима: можда је једноставно био губитник у тучи (био је славно лоше расположен и насилан), или га је можда убио агент Висконтијевих. Његово тело је пренето у Парму и сахрањено испред главног олтара катедрале.
Када је његов ујак примио вест о његовој смрти, одмах се вратио у маркгрофовију да се побрине за наследство. На монфератски престо поставио је Секундотовог брата Јована III. Упркос умешаности изабраног за цара Вацлава IV преговори које је војвода Ото започео са војводом Ђан Галеацом о препуштању Астија били су безуспешни.